# Nakatindi Yeta Nganga
Nakatindi Yeta Nganga, född 1922, död 1972, var en zambisk politiker. Hon var sitt lands första kvinnliga parlamentsledamot och minister. 
Hon satt i Zambias parlament 1964–1968. Hon blev landets första kvinnliga parlamentsledamoter tillsammans med de övriga kvinnor som valdes in samtidigt. Hon var vice minister för arbete och social utveckling 1965–1966 och därmed den första kvinnan på en ministerpost.